# Сапёры в Ингольштадте
«Сапёры в Ингольштадте» (нем. Pioniere in Ingolstadt) — кинофильм режиссёра Райнера Вернера Фасбиндера, вышедший на экраны в 1971 году. Экранизация одноимённой пьесы Марилуизы Фляйсер (1928).

## Сюжет
В Ингольштадт прибывает подразделение сапёров, чтобы построить мост через реку. Их появление коренным образом меняет жизнь местного населения, особенно девушек, которые становятся объектом пристального внимания солдат. Каждая реагирует на это по-разному. Альма понимает, что сапёрам нужна лишь физическая близость, и вскоре начинает брать деньги за свои услуги. Остальные девушки начинают ненавидеть Альму за такое поведение. Романтически настроенная Берта влюбляется в солдата по имени Карл, однако не встречает взаимности с его стороны и в конце концов получает лишь унижение.

## В ролях
- Ханна Шигулла — Берта
- Харри Бэр — Карл
- Ирм Херман — Альма
- Рудольф Вальдемар Брем — Фабиан Унертль
- Вальтер Зедльмайр — Фриц Унертль
- Клаус Лёвич — фельдфебель
- Карла Эгерер — Фрида
- Гюнтер Кауфманн — Макс
- Бургхард Шлихт — Клаус
- Эльга Сорбас — Мари
- Гюнтер Крээ — Готфрид
- Улли Ломмель — Цек